# كيسوكي كانيكو
كيسوكي كانيكو (باليابانية: 金子圭輔؛ بالكانا: かねこ けいすけ) هو لاعب كرة قاعدة ياباني، ولد في 23 يوليو 1985 في كيميتسو في اليابان.

## وصلات خارجية
- كيسوكي كانيكو على موقع الدوري الياباني لكرة القاعدة (الإنجليزية)
- كيسوكي كانيكو على موقعبيزبول رفرنس.كوم (الدوري الثانوي) (الإنجليزية)